# Sybra lineolata
Sybra lineolata es una especie de escarabajo del género Sybra, familia Cerambycidae. Fue descrita científicamente por Breuning en 1942.
Habita en Borneo. Esta especie mide 7,5-12 mm.